# Nuoto ai campionati mondiali di nuoto 2024 - 200 metri stile libero maschili
La gara degli 200 metri stile libero maschili dei campionati mondiali di nuoto 2024 si è svolta il 12 e 13 febbraio 2024 presso l'Aspire Dome di Doha.

## Podio
| Pos.    | Atleta        | Nazione       |
| ------- | ------------- | ------------- |
| Oro     | Hwang Sun-woo | Corea del Sud |
| Argento | Danas Rapšys  | Lituania      |
| Bronzo  | Luke Hobson   | Stati Uniti   |

## Record
Prima della manifestazione il record del mondo (RM) e il record dei campionati (RC) erano i seguenti.
|  | 1'42"00 | Paul Biedermann | 28 luglio 2009 Roma |
|  | 1'42"00 | Paul Biedermann | 28 luglio 2009 Roma |

Durante la competizione non sono stati migliorati record.

## Programma
| Data             | Ora (UTC+3) | Turno      |
| ---------------- | ----------- | ---------- |
| 12 febbraio 2024 | 10:21       | Batterie   |
| 12 febbraio 2024 | 20:11       | Semifinali |
| 13 febbraio 2024 | 19:02       | Finale     |

## Risultati

### Batterie
| Pos. | Batteria | Corsia | Atleta                | Nazionalità             | Tempo   | Note |
| ---- | -------- | ------ | --------------------- | ----------------------- | ------- | ---- |
| 1    | 6        | 4      | Lukas Märtens         | Germania                | 1'45"74 | Q    |
| 2    | 5        | 3      | Rafael Miroslaw       | Germania                | 1'45"89 | Q    |
| 3    | 7        | 3      | Danas Rapšys          | Lituania                | 1'45"95 | Q    |
| 4    | 6        | 5      | Duncan Scott          | Gran Bretagna           | 1'46"09 | Q    |
| 5    | 5        | 4      | Luke Hobson           | Stati Uniti             | 1'46"54 | Q    |
| 6    | 6        | 1      | Elijah Winnington     | Australia               | 1'46"69 | Q    |
| 7    | 6        | 3      | Kai Taylor            | Australia               | 1'46"81 | Q    |
| 8    | 7        | 5      | Katsuhiro Matsumoto   | Giappone                | 1'46"84 | Q    |
| 9    | 6        | 2      | Lucas Henveaux        | Belgio                  | 1'46"93 | Q    |
| 10   | 5        | 5      | Lee Ho-joon           | Corea del Sud           | 1'46"97 | Q    |
| 11   | 7        | 4      | Hwang Sun-woo         | Corea del Sud           | 1'46"99 | Q    |
| 12   | 7        | 7      | Ji Xinjie             | Cina                    | 1'47"13 | Q    |
| 13   | 6        | 0      | Kamil Sieradzki       | Polonia                 | 1'47"25 | Q    |
| 14   | 7        | 1      | Guilherme da Costa    | Brasile                 | 1'47"28 | Q    |
| 15   | 7        | 6      | Felix Auböck          | Austria                 | 1'47"30 | Q    |
| 16   | 5        | 6      | Denis Loktev          | Israele                 | 1'47"37 | Q    |
| 17   | 5        | 0      | César Castro          | Spagna                  | 1'47"40 |      |
| 18   | 7        | 2      | Fernando Scheffer     | Brasile                 | 1'47"42 |      |
| 19   | 7        | 0      | Nándor Németh         | Ungheria                | 1'47"52 |      |
| 20   | 4        | 4      | Kregor Zirk           | Estonia                 | 1'47"54 |      |
| 21   | 6        | 8      | Velimir Stjepanović   | Serbia                  | 1'47"55 |      |
| 22   | 5        | 1      | Jorge Iga             | Messico                 | 1'47"56 |      |
| 22   | 5        | 8      | Robin Hanson          | Svezia                  | 1'47"56 |      |
| 24   | 7        | 8      | Matteo Ciampi         | Italia                  | 1'47"65 |      |
| 25   | 5        | 2      | Antonio Djakovic      | Svizzera                | 1'47"67 |      |
| 26   | 5        | 7      | Jack McMillan         | Gran Bretagna           | 1'47"85 |      |
| 27   | 6        | 9      | Matthew Sates         | Sudafrica               | 1'47"98 |      |
| 28   | 4        | 6      | Niko Janković         | Croazia                 | 1'48"39 |      |
| 29   | 6        | 6      | Marco De Tullio       | Italia                  | 1'48"46 |      |
| 30   | 7        | 9      | Alfonso Mestre        | Venezuela               | 1'48"74 |      |
| 31   | 4        | 5      | Javier Acevedo        | Canada                  | 1'48"89 |      |
| 32   | 4        | 3      | Khiew Hoe Yean        | Malaysia                | 1'49"14 |      |
| 33   | 5        | 9      | Sašo Boškan           | Slovenia                | 1'49"66 |      |
| 34   | 4        | 2      | Glen Lim Jun Wei      | Singapore               | 1'49"71 |      |
| 35   | 3        | 4      | Ondrej Gemov          | Rep. Ceca               | 1'49"78 |      |
| 35   | 4        | 1      | Wesley Roberts        | Isole Cook              | 1'49"78 |      |
| 37   | 3        | 5      | František Jablcnik    | Slovacchia              | 1'50"88 |      |
| 38   | 6        | 7      | Pan Zhanle            | Cina                    | 1'51"03 |      |
| 39   | 3        | 7      | Tanish Mathew         | India                   | 1'51"68 |      |
| 40   | 2        | 5      | Reds Rullis           | Lettonia                | 1'52"42 |      |
| 41   | 4        | 0      | Yordan Yanchev        | Bulgaria                | 1'52"43 |      |
| 42   | 3        | 1      | Rafael Ponce De Leon  | Perù                    | 1'52"75 |      |
| 43   | 4        | 8      | Max Mannes            | Lussemburgo             | 1'52"76 |      |
| 44   | 2        | 3      | Enkhtamir Batbayar    | Mongolia                | 1'52"96 |      |
| 45   | 4        | 7      | Dulyawat Kaewsriyong  | Thailandia              | 1'53"01 |      |
| 46   | 4        | 9      | Ngô Đình Chuyền       | Vietnam                 | 1'53"64 |      |
| 47   | 1        | 2      | Alex Sobers           | Barbados                | 1'53"93 |      |
| 48   | 3        | 9      | Matthieu Seye         | Senegal                 | 1'54"16 |      |
| 49   | 1        | 3      | Oliver Durand         | Namibia                 | 1'54"22 |      |
| 50   | 3        | 2      | Omar Abbass           | Siria                   | 1'54"28 |      |
| 51   | 3        | 8      | Egor Covaliov         | Moldavia                | 1'54"43 |      |
| 52   | 2        | 6      | Henrique Mascarenhas  | Angola                  | 1'54"82 |      |
| 53   | 2        | 4      | Anthony Piñeiro       | Rep. Dominicana         | 1'55"85 |      |
| 54   | 2        | 2      | Monyo Maina           | Kenya                   | 1'56"15 |      |
| 55   | 3        | 3      | James Richard Allison | Isole Cayman            | 1'56"18 |      |
| 56   | 2        | 7      | Isaac Beitia          | Panama                  | 1'56"31 |      |
| 57   | 2        | 8      | Nasir Hussain         | Nepal                   | 1'56"39 |      |
| 58   | 1        | 7      | Zaid Al-Sarraj        | Arabia Saudita          | 1'57"85 |      |
| 59   | 2        | 0      | Khaled Al-Otaibi      | Kuwait                  | 1'58"02 |      |
| 60   | 3        | 6      | Ryan Barbe            | Marocco                 | 1'58"07 |      |
| 61   | 2        | 1      | Mahmoud Abu Gharbieh  | Palestina               | 1'58"24 |      |
| 62   | 3        | 0      | Luka Kukhalashvili    | Georgia                 | 1'58"79 |      |
| 63   | 2        | 9      | Kaeden Gleason        | Isole Vergini Americane | 1'59"66 |      |
| 64   | 1        | 4      | Israel Poppe          | Guam                    | 2'02"60 |      |
| 65   | 1        | 5      | Sangay Tenzin         | Bhutan                  | 2'04"13 |      |
| 66   | 1        | 6      | Mohamed Shiham        | Maldive                 | 2'06"32 |      |
| 67   | 1        | 1      | Ali Abdulla Al-Nuaimi | Qatar                   | 2'07"82 |      |

### Semifinali
| Pos. | Batteria | Corsia | Atleta              | Nazionalità   | Tempo   | Note |
| ---- | -------- | ------ | ------------------- | ------------- | ------- | ---- |
| 1    | 2        | 5      | Danas Rapšys        | Lituania      | 1'44"96 | Q    |
| 2    | 2        | 7      | Hwang Sun-woo       | Corea del Sud | 1'45"15 | Q    |
| 3    | 2        | 4      | Lukas Märtens       | Germania      | 1'45"21 | Q    |
| 4    | 2        | 3      | Luke Hobson         | Stati Uniti   | 1'45"53 | Q    |
| 5    | 1        | 3      | Elijah Winnington   | Australia     | 1'45"90 | Q    |
| 6    | 1        | 4      | Rafael Miroslaw     | Germania      | 1'45"95 | Q    |
| 7    | 1        | 1      | Guilherme da Costa  | Brasile       | 1'46"06 | Q    |
| 8    | 1        | 5      | Duncan Scott        | Gran Bretagna | 1'46"24 | Q    |
| 9    | 2        | 6      | Kai Taylor          | Australia     | 1'46"37 |      |
| 10   | 1        | 6      | Katsuhiro Matsumoto | Giappone      | 1'46"53 |      |
| 11   | 2        | 2      | Lucas Henveaux      | Belgio        | 1'46"75 |      |
| 12   | 1        | 7      | Ji Xinjie           | Cina          | 1'46"92 |      |
| 13   | 1        | 8      | Denis Loktev        | Israele       | 1'47"11 |      |
| 14   | 2        | 1      | Kamil Sieradzki     | Polonia       | 1'47"33 |      |
| 15   | 1        | 2      | Lee Ho-joon         | Corea del Sud | 1'47"38 |      |
| 16   | 2        | 8      | Felix Auböck        | Austria       | 1'48"03 |      |

### Finale
| Pos. | Corsia | Atleta             | Nazionalità   | Tempo   | Note |
| ---- | ------ | ------------------ | ------------- | ------- | ---- |
|      | 5      | Hwang Sun-woo      | Corea del Sud | 1'44"75 |      |
|      | 4      | Danas Rapšys       | Lituania      | 1'45"05 |      |
|      | 6      | Luke Hobson        | Stati Uniti   | 1'45"26 |      |
| 4    | 3      | Lukas Märtens      | Germania      | 1'45"33 |      |
| 5    | 7      | Rafael Miroslaw    | Germania      | 1'45"84 |      |
| 6    | 8      | Duncan Scott       | Gran Bretagna | 1'45"86 |      |
| 7    | 2      | Elijah Winnington  | Australia     | 1'46"20 |      |
| 8    | 1      | Guilherme da Costa | Brasile       | 1'46"87 |      |